# 등척성 운동
등척성 운동 또는 아이소메트릭 운동(Isometric exercise)은 근육이 수축 중에 관절 각과 근육 길이가 변하지 않는 근골격계 운동의 한 유형이다. 한편 동심 수축 또는 편심 수축및 이완 그리고 관절각과 근육의 길이변화등을 유발하는 등장성 운동은 움직임의 범위를 통한 동적인 것인데 반해 이러한 등척성 운동은  움직임의 범위가 없는 정적 위치에서 근수축이 수행된다는 점에서 비교될수있다.
등척성 운동은 동심성 수축 또는 편심성 수축을 갖는 등장성 운동과 비교했을 때 이들은 각각  같은 근육에서 다른 성질의 발달 진행과정에 영향을  끼치므로 이러한 근육의 수축 원리를 이해하는 것은 준비운동이나 다양한 형태의 운동등 신체활동 및 근골격계 체질 관리에 효과적이다.

## 예
|         |
| 벽 밀기 |

## 같이 보기
- 요가 운동
- 필라테스
- 스트레칭
- 유산소운동
- 코어근육운동

## 참고
- 우송대학교 - 근육 강화 운동의 종류와 방법
- 한림대학교 체육학과 - 등장성운동 등속성운동 등척성운동 운동의 유형
- 대한재활의학회